# Península de Dampier

La península de Dampier es una península ubicada al norte de Broome y Roebuck Bay en Australia Occidental. Está rodeada por el océano Índico al oeste y al norte, y King Sound al este. Lleva el nombre del marinero y explorador William Dampier que lo visitó. La parte más al norte de la península es cabo Leveque. Hay muchas ensenadas costeras, bahías y otras características, incluida la bahía Beagle en su lado occidental.

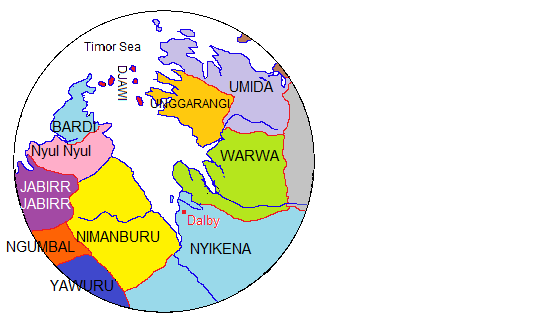
Mapa de las tierras tradicionales de las tribus aborígenes australianas alrededor de la península de Dampier.

Está escasamente habitado, en su mayoría por pueblos indígenas australianos, algunos de los cuales han obtenido derechos de títulos nativos sobre algunas de sus tierras tradicionales. 
La península alberga una rica herencia de cultura aborigen, con las comunidades de Beagle Bay, Bobieding, Djarindjin, Ardyaloon (One Arm Point) y Ngardalargin, junto con muchas otras comunidades más pequeñas, caletas de extracción de perlas, centros turísticos y estaciones aborígenes.
Los propietarios tradicionales de las áreas alrededor de la península son los pueblos Bardi, Nyunyul y Jabirr Jabirr (Djaberadjabera).